# 小行星2899
小行星2899（2899 Runrun Shaw）是一颗围绕太阳公转的小行星。1964年10月8日，紫金山天文台在南京发现了此天体。
該小行星以中國電影製作人邵逸夫命名。